# Rio Bențel
O Rio Benţel é um rio da Romênia afluente do Rio Putna Întunecoasă, localizado no distrito de Harghita.